# Colobus
Colobus és un gènere de micos del Vell Món originaris d'Àfrica. Són parents propers dels colobins del gènere Procolobus. El nom del gènere deriva de l'ètim grec κολοβός kolobós ("mutilat") i fa referència al fet que aquests micos tenen un monyó al lloc del polze.
Aquests primats són herbívors que s'alimenten de fulles, fruits, flors i branquetes. El seu hàbitat inclou boscos primaris i secondaris, boscos de ribera i herbassars amb arbres. Són més comuns en boscos d'alta densitat que en altres boscos primaris. El seu aparell digestiu, semblant al dels remugants, els permet ocupar nínxols als quals els altres primats no poden accedir.